# Bavarois (cheval)
Vous lisez un « bon article » labellisé en 2019.
Pour les articles homonymes, voir Bavarois (homonymie).
Le Bavarois ou Bavarois sang chaud (allemand : Bayerisches Warmblut) est une race de chevaux de sport issue des demi-sangs Rottaler, originaire du land de Bavière, dans le Sud-Est de l'Allemagne. Comme de nombreuses autres races de chevaux de sport allemands, son élevage s'est orienté vers la production d'un animal apte à concourir dans les trois sports équestres olympiques. 
Depuis 2014, cette race souvent caractérisée par sa robe alezane  n'existe officiellement plus, et a été fusionnée dans le stud-book du cheval de sport allemand.

## Histoire
Il est également connu sous le nom de « Bavarois sang chaud » en français ; la race était autrefois nommée Rottaler. Son nom en anglais est Bavarian Warmblood. Développée dans les années 1960 à partir de chevaux Rottaler de type warmblood lourd, cette race provient de croisements entre ce dernier, fort populaire durant la Seconde Guerre mondiale, et des chevaux Hanovrien, Trakehner, Pur-sang, Cleveland Bay, Anglo-normand et Oldenbourg. Plusieurs ouvrages de vulgarisation affirment que les plus lointains ancêtres Rottaler des Bavarois remontent au XIe siècle, et ont été utilisés comme montures durant les croisades,.
La race reçoit son nom actuel en 1960, puis est officiellement reconnue en 1963. Les premiers Bavarois sont assez lourds, plus petits que l'Oldenbourg, avec une tête plus étroite et plus longue. 
En 1997, la population de Bavarois recensée en Allemagne est de 5 473 individus. En 2014, ce stud-book est fusionné avec celui du cheval de sport allemand,. Certains agriculteurs allemands ont bâti leur réputation en élevant cette race à long terme, entre autres Peter Muhr qui a élevé des Bavarois durant 40 ans.

## Description

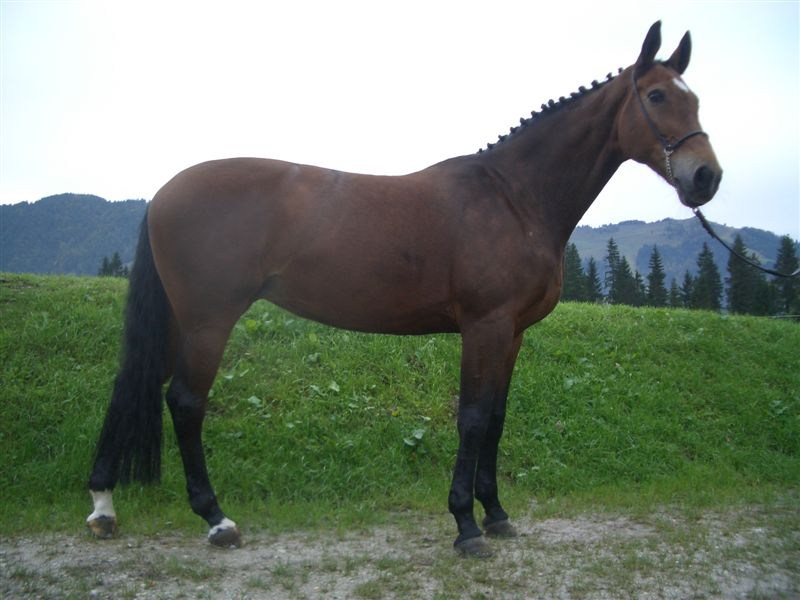
Bavarois au modèle.

La race appartient au groupe des chevaux de sang allemands (Warmblut), c'est-à-dire ayant plus de deux tiers d'origines Pur-sang. D'après le Guide Delachaux (2014), il toise de 1,58 m à 1,75 m. CAB International (2016) donne une moyenne de 1,62 m à 1,73 m, et la base de données DAD-IS une moyenne de 1,62 m chez les femelles, pour 1,68 m chez les mâles. L'auteure allemande Silke Behling cite 1,58 m à 1,70 m.
Ce cheval de sport est proche du Hanovrien, mais un peu plus léger. La tête, de profil rectiligne, est pourvue de grands yeux, et réputée pour son élégance. Le garrot est sorti, les épaules sont longues et inclinées. La croupe est légèrement inclinée. Les membres sont solides.
La race est réputée de caractère facile et volontaire. Ses mouvements sont amples et élastiques.
Un cas d'intersexuation chez une jument bavaroise a été étudié en médecine vétérinaire.

### Robes
Les robes les plus fréquentes sont les alezans (notamment l'alezan brûlé, qui est majoritaire) sous toutes leurs nuances, constituant la robe traditionnelle de la race. Vient ensuite le bai. Le noir et le gris sont possibles,. Les robes pie et tachetées sont interdites,, mais les marques blanches sont autorisées.

### Sélection

Marque au fer rouge du Bavarois.

Ces chevaux sont marqués d'un « B » sur la cuisse, les associations chargées de la sélection de la race gérant traditionnellement le marquage, l'entraînement des chevaux et le stud-book. Il existe une sélection sur le caractère. L'objectif d'élevage principal est le même que celui des autres chevaux de sport européens. La sélection est assurée par deux organismes allemands : la Deutsche Reiterliche Vereinigung e.V. (Association Allemande des Cavaliers) et la Landesverband Bayerischer Pferdezüchter e.V. (Réunion des éleveurs de chevaux du Land de Bavière).

## Utilisations

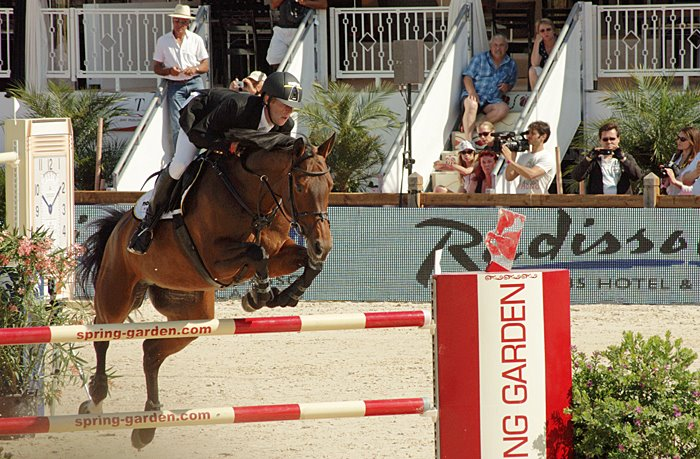
Marcus Ehning et la jument bavaroise Sabrina, lors de l'étape Global Champions Tour de Cannes en juin 2012.

Ce cheval de sport est essentiellement destiné au saut d'obstacles, au dressage et au concours complet d'équitation. En 2006, la WBFSH l'a classé 13e stud-book mondial en saut d'obstacles, 15e en dressage et 12e en concours complet. Au classement d'octobre 2013, la Landesverband Bayerischer Pferdezüchtere V. se plaçait 18e en dressage, 13e en saut d'obstacles et 15e en concours complet. Parmi les chevaux sportifs de ce stud-book, la jument Küchengirl décroche une médaille de bronze par équipes aux Jeux équestres mondiaux de 2006, une médaille d'or en individuel lors de la finale de la Coupe du monde de saut d'obstacles 2009-2010 à Genève et enfin une médaille d'or par équipes aux Jeux équestres mondiaux de 2010. Quel Filou 13 participe aux Jeux olympiques d'été de 2020 à Tokyo.

## Diffusion de l'élevage
Le Bavarois est originaire de la région de Bavière en Allemagne ; il est également élevé au Royaume-Uni. Il est classé comme race locale allemande régionale native, dans la base de données DAD-IS.
Le Bavarois est considéré par l'étude de l'université d'Uppsala menée pour la FAO (2010) comme une race européenne à diffusion transfrontière, non-menacée d'extinction. En 2006, 3 858 individus appartenant à la race étaient recensés en Allemagne. Par ailleurs, l'ouvrage Equine Science (4e édition de 2012) le classe parmi les races de chevaux de selle peu connues au niveau international.